# '39
«'39» es una canción de la banda de rock inglesa Queen, escrita por su guitarrista Brian May y editada en lado B del sencillo «You're My Best Friend», extraído del álbum A Night at the Opera, lanzado en 1975. La canción es cantada por Brian May y ha sido definida como una «balada folk».
En la versión de estudio, la canción fue interpretada por Brian May, mientras que en las presentaciones en vivo era interpretada por Freddie Mercury, como se puede escuchar en el disco en vivo Live Killers. Para las presentaciones en vivo, la canción mantenía la misma línea, pero se cortaba el comienzo y se hacían unos acordes distintos.[cita requerida]
Se ha afirmado que la inspiración para la letra la canción puede provenir de la obra de Hermann Hesse. También se ha especulado con que la letra de la canción podría estar relacionada con el comienzo de la Segunda Guerra Mundial y la partida de soldados al frente. Sin embargo su propio autor declararía que la canción «trata sobre alguien que se va y abandona a su familia y cuando vuelve para él solo ha pasado un año pero su familia ha envejecido cien años», en alusión a la teoría de la relatividad y el efecto de dilatación del tiempo.
La banda española Mägo de Oz tiene una versión de esta canción titulada «Resacosix en la barra», que aparece en su disco de 2007 La ciudad de los árboles.
La canción «'39» es la canción número 39 de la discografía de Queen.
Un día, Brian le dijo en broma a John que quería que la canción también tuviera un contrabajo; al día siguiente, encontró a John en el estudio practicando con este instrumento y fue finalmente usado para esta canción.

## En directo
La canción se interpretó en todas las giras de Queen desde el Summer Gigs de 1976 hasta el Crazy Tour de finales de 1979. También aparece una versión grabada en un concierto ofrecido en la ciudad de Earls Court en 1977 e incluida en la reedición del álbum A Night at the Opera del año 2011. Se utilizó también en el Concierto Tributo a Freddie Mercury en 1992, siendo interpretada por George Michael.
La canción siguió formando parte también del repertorio en directo de Queen + Paul Rodgers entre 2005 y 2009, y de Queen + Adam Lambert desde 2012.
Durante el concierto en Tributo a Freddie Mercury solo fue presentada la primera estrofa y el coro de esta canción, interpretada por George Michael. Esta canción también fue interpretada durante las giras de Queen + Paul Rodgers y servía, comúnmente, para que Brian presentara a los músicos que completaban la banda, luego de cantar la primera parte únicamente Brian y Roger, el primero dejaba que el público cantara el estribillo y luego de admirar que la gente se sabía la canción, presentaba a sus músicos Jamie Moses en la guitarra, el legendario Spike Edney en el piano y el acordeón (esto es porque las partes intermedias, que en la versión original eran hechas por el falsete de Taylor, ahora eran hechas por el acordeón) y finalmente Danny Miranda en el bajo eléctrico y contrabajo; para luego reiniciar desde la parte en donde se quedaron y terminar la canción.[cita requerida]